# プロイセン衆議院
プロイセン衆議院（プロイセンしゅうぎいん、ドイツ語: Preußisches Abgeordnetenhaus）は、プロイセン王国議会の下院。1848年の欽定憲法及び1850年の欽定憲法修正憲法により「第二院(Zweite Kammer)」という名称で発足し、1855年に衆議院と改称された。上院の貴族院が非公選議院だったのに対し、衆議院は25歳以上の男子国民を対象に納税額に応じた三級選挙権制度による選挙で議員を選出する民選議院だった。1918年11月の革命で共和政になった後、暫定プロイセン政府「人民代表評議会」によって廃止され、20歳以上男女国民の普通選挙によるプロイセン州議会が取って代わった。

## 欽定憲法による設立

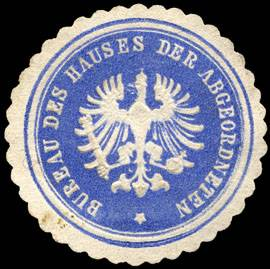
衆議院の事務局の郵便印

プロイセン王国では1848年革命(3月革命)で国王フリードリヒ・ヴィルヘルム4世が自由主義勢力と妥協し、自由主義内閣を任命した。自由主義内閣はプロイセン国民議会を設置したが、1848年夏以降革命の機運は衰退へ向かったので11月には保守派内閣に戻され、革命の弾圧が推し進められた。ベルリンは軍によって占領され、12月5日にはプロイセン国民議会も停会させられた。
同時に自由主義者のガス抜きをする必要があると感じたフリードリヒ・ヴィルヘルム4世は、国民議会停会の日に自由主義的な条項を含む欽定憲法を制定した。その中で男子普通選挙によって選出された議員から構成される「第二院(Zweite Kammer)」と高額納税者の互選で選出された議員から構成される「第一院(Erste Kammer)」の二院制議会が定められた。他方、首相・官僚・軍隊の任免や統帥権は国王が握り、議会がそれに干渉することは許されないものとされた。それによって国王専制政治の本質を守る内容になっていた
1855年の法律により第一院は「貴族院」、第二院は「衆議院（Abgeordnetenhaus）」の名称に改められた。

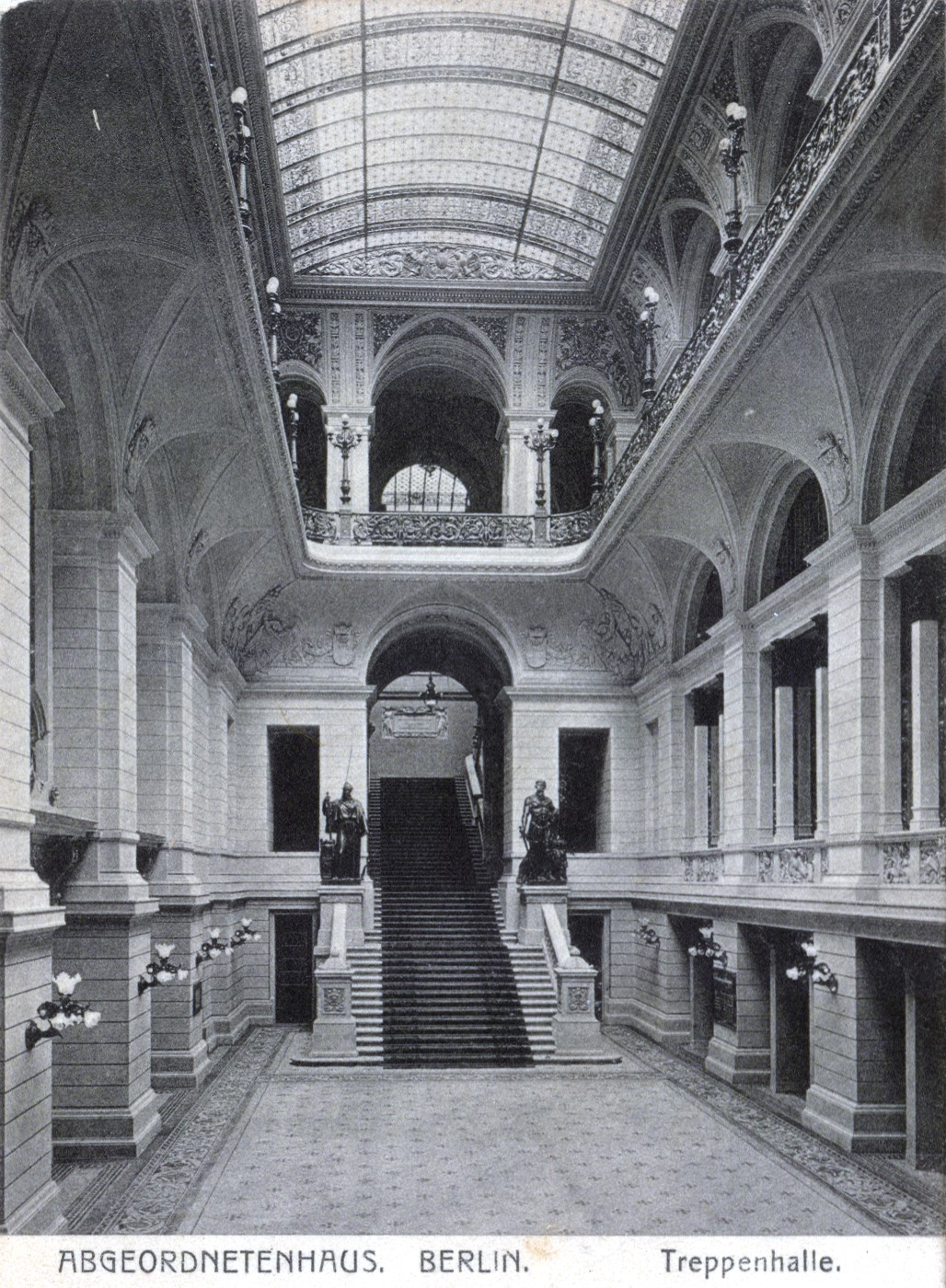
衆議院議事堂ホール（1900年）

## 三級選挙権制度の導入
1849年5月の緊急勅令と8月の議会における承認により、普通選挙に代わって、納税額に基づいて選挙権を三段階に分ける三級選挙権制度が導入された。またこの際に秘密選挙も廃されて公開選挙になったので政府や支配層が選挙民の投票を監視することが可能となった。男子三級選挙権制度と公開選挙制度は1918年に共和政になるまで約70年にわたって維持されることになった。
三級選挙権制度は後世に悪名高い制度となったが、当時としてはそれでも先駆的だった。当時、男子有産者しか選挙権がないというのは国際的に当たり前であり、イギリスやフランスもそうだった。むしろ英仏では無産者には選挙権は一切なかったのに対し、プロイセンでは貧民扶助を受けていないなど特定の条件を満たしている25歳以上の男性であれば三級選挙権は持っていた点は特筆される。
また三級選挙権制度ははじめこそ保守派有利に働いていたが、プロイセンの資本主義化による産業構造の変化で産業資本家と金融資本家の租税負担が増大した結果、1850年代末から1860年代前期にかけてブルジョワ自由主義者の議会内での台頭を促進することになる。そのためブルジョワ自由主義政党ドイツ進歩党と対立するプロイセン首相オットー・フォン・ビスマルクは、普通選挙論者だった社会主義者フェルディナント・ラッサールに接近を図って男子普通選挙法の欽定を匂わせ、進歩党を牽制したこともあった。ただ1860年代半ばからのドイツ統一戦争成功後はブルジョワたちが親政府的になっていったため、プロイセン衆議院の三級選挙権制度は、無産政党ドイツ社会民主党の台頭を抑えて保守党や国民自由党など親政府ブルジョワ諸政党に大議席を保証する制度と化し、保守派の永続的な支配の道具となっていった。

## 具体的な選挙制度
選挙区ごとに第一次選挙人が選挙人を選出し、その選挙人が議員を選出するという間接選挙になっていた
選挙権（第一次選挙人資格）を有するのは、住所を保有しており、同一市町村内に6か月以上居住しており、公的機関から貧民扶助を受けていない、市民権を持つ25歳以上の男子プロイセン国籍保有者である。被選挙権は市民権を持つ30歳以上男子プロイセン国籍保有者であり、国籍保有期間が1年以上ある必要がある。貧民扶助を受ける者に選挙権が認められないのは、当時議会の国民代表とは国家財政上の収支同意機関と見做されていたためである。そして収支同意権はその性質上国家に租税を負担する者だけに属すると考えられていた。

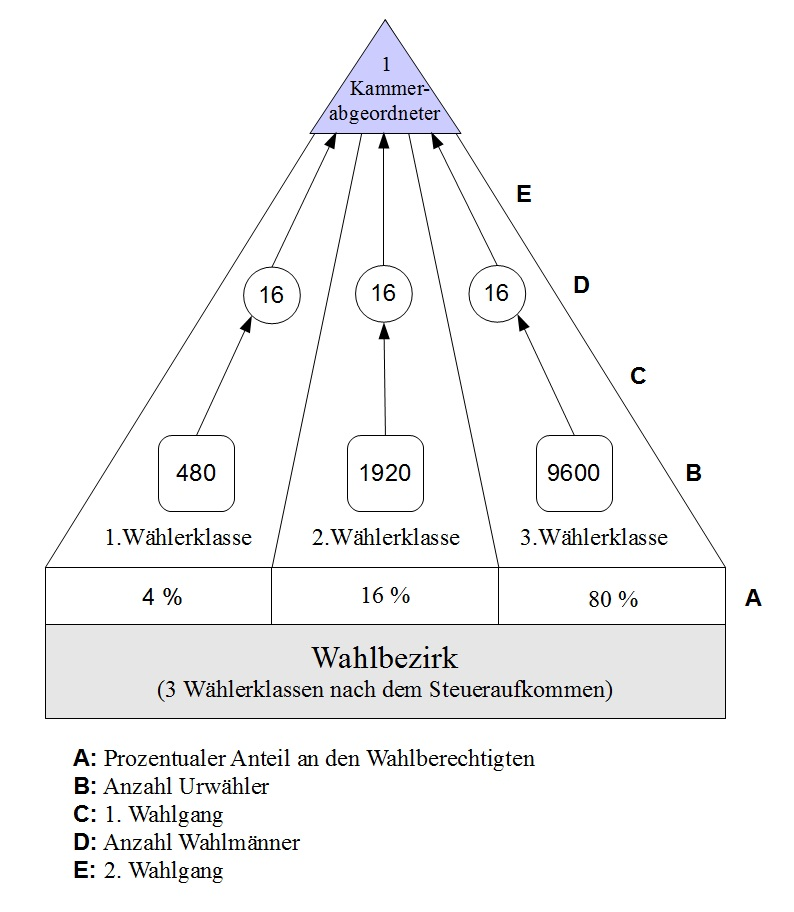
三級選挙制の仕組み
左から第1級・第2級・第3級毎に選挙人を選び、その選挙人が1人の議員を選ぶことになる。

第一次選挙人は納税額に応じて三等級に分けられた。一級選挙権は納税総額の3分の1に達するまでの最高税額負担者である納税者、二級選挙権は納税総額中の次の3分の1に至るまでの最高に次ぐ税率を負担する納税者、三級選挙権は納税総額の残りの3分の1の最低課税額を負担する納税者及び納税免除者に与えられる。それぞれの階層毎に同数の選挙人を選出するため、人数が少ない高額納税者の階層ほど1票が重くなっていくシステムである。1849年時点においては一級選挙権保有者は第一次選挙人のうち4.7%、2級選挙権保有者は同12.6%、三級選挙権保有者は同82.6%だった。
この一票の重みの意図的な操作と間接選挙の複雑さのために一般民衆の選挙参加意欲は低く、三級選挙権者の投票率は大抵の場合20%程度であった。

## 衆議院および衆議院議員の地位
立法権は国王と衆議院と貴族院の三者の協働で行使され、法案の成立には三者の一致が必要である（プロイセン憲法62条）。
両議院の召集・停会・閉会、衆議院の解散は国王の専権事項であり、両院の自律的集会権は認められていない（同51条）。ただし召集については国王は原則として毎年11月初頭に両院を召集するものと定められていた（同76条）。両院の召集・停会・閉会常に同時並行で行われる（同77条2項）。国王の衆院解散権は無制限であり、衆院が解散されると貴族院は停会される。
衆議院と貴族院の議員の兼務は禁じられている（同78条4項）。議員と官吏（軍人でも行政官でも司法官でも）の兼務は問題ないが、新たに有給官吏となった議員や官吏議員が昇給・昇格すると議員資格を失う。新選挙で再度選出されることは可能である（同78条3項）。プロイセンにおいて官吏階級は近代的教育を受けた主要な知識人階級であった。
議院内での投票並びに発言に関して議院規律権に基づく懲戒の場合を除いて責任の追及は行われない（同84条1項）。議員歳費は衆議院議員についてのみ支給される。議員歳費の放棄はできない（同85条）。

## ドイツ統一後のプロイセン衆議院
ビスマルクによるドイツ統一事業で樹立された北ドイツ連邦やドイツ帝国には帝国議会(Reichstag)が設置されたが、帝国に加盟する各邦国の議会もそのまま存続した。帝国議会は男子普通選挙制度でその議員を選出することが定めていたが、プロイセン衆議院の三級選挙権制度が変更されることはなかった。1860年代には「進歩的自由主義者の稜堡」と呼ばれたプロイセン衆議院もドイツ統一戦争成功後はすっかり空気が変わって保守派の永続的な支配の道具と化した。ドイツ保守党、自由保守党、国民自由党という親政府政党がプロイセン衆議院の過半数を維持し続け、ドイツ社会民主党が議席を得るのは1908年になってのことで、しかも獲得したのは僅か7議席と極めて限定的だった。

## 選挙結果

### ドイツ統一前
| 党名＼選挙年               | 1849.2 | 1849.7 | 1852 | 1855 | 1858 | 1861 | 1862 | 1863 | 1866 | 1867 |
| -------------------------- | ------ | ------ | ---- | ---- | ---- | ---- | ---- | ---- | ---- | ---- |
| 保守派(1                   | 53     | 114    | 156  | 189  | 34   |      |      |      |      |      |
| 復古主義保守派(2           |        |        | 26   | 37   | 13   | 14   | 11   | 35   | 119  | 125  |
| 自由主義保守派(3           |        |        | 28   |      | 44   |      |      |      | 17   | 48   |
| 立憲主義派(4               | 121    | 84     | 65   | 53   | 151  | 91   | 19   | 0    | 24   | 15   |
| 国民自由主義派             |        |        |      |      |      |      |      |      | 34   | 99   |
| その他自由主義(5           | 99     | 70     |      | 12   |      | 48   | 96   | 106  | 53   | 35   |
| 自由主義左派(6             | 59     |        |      |      |      | 104  | 133  | 141  | 61   | 48   |
| カトリック派               |        |        | 65   | 51   | 57   | 54   | 28   | 26   | 15   |      |
| ポーランド党               | 15     | 15     | 12   | 3    | 18   | 23   | 22   | 26   | 21   | 17   |
| その他                     | 3      | 69     | 0    | 7    | 35   | 18   | 43   | 18   | 8    | 45   |
| 総議席数                   | 350    | 352    | 352  | 352  | 352  | 352  | 352  | 352  | 352  | 432  |
| 出典:Wahlen in Deutschland |        |        |      |      |      |      |      |      |      |      |

- (1)保守派…1849年2月/1849年7月/1851年アルニム＝ボイツェンブルク派（ドイツ語版）。1852年Nöldechen派(109議席)、ホーエンローエ＝エーリンゲン派（ドイツ語版）(47議席)。1855年アルニム＝ボイツェンブルク派(94議席)、Peguilhen派(31議席)、カール派(15議席)、右派(52議席)。1858年ピュックラー派（ドイツ語版）(23議席)、アルニム＝ハインリヒドルフ派（ドイツ語版）(11議席)。
- (2)復古主義保守派…1852年-1858年ゲルラッハ派、1858年-1861年ブランケンブルク派（ドイツ語版）、1861年-1867年保守党
- (3)自由主義保守派…1852年-1855年週報党（ドイツ語版）、1858年-1861年マティス派、1866年-1867年自由保守党。
- (4)立憲主義派…1849年2月中央右派(65議席)、アウアースヴァルト（ドイツ語版）＝シュヴェリーン伯（ドイツ語版）派(56議席)。1849年7月/1852年中央右派。1855年パトー派（ドイツ語版）(31議席)、リーデル派(中央派)(22議席)。1857年パトー派(28議席)、リーデル派(20議席)、1858年フィンケ派（ドイツ語版）(右派)。1861年グラボー（ドイツ語版）派(右派)。1862年フィンケ・パトー・シュヴェリーン伯派(立憲派)、1863年立憲派(21議席)、レーネ派(18議席)。1866年旧派自由主義派（ドイツ語版）、1867年中央右派
- (5)その他自由主義…1849年2月左派85議席、中央左派14議席。1849年7月アウアースヴァルト派/ベッケラート派（ドイツ語版）/シムソン派（ドイツ語版）。1855年左派、1861年-1867年ハルコルト派（ドイツ語版）/ボックム＝ドルフス派（ドイツ語版）(中央左派)
- (6)自由主義左派…1849年最左派、1861年-1867年ドイツ進歩党

### ドイツ統一後
| 党名＼選挙年     | 1870  | 1873  | 1876  | 1879  | 1882  | 1885  | 1888  | 1893  | 1898  | 1903  | 1908  | 1913  |
| ---------------- | ----- | ----- | ----- | ----- | ----- | ----- | ----- | ----- | ----- | ----- | ----- | ----- |
| 保守党           | 114(1 | 30(1  | 41(1  | 110(1 | 122(1 | 133(1 | 129(1 | 144(1 | 145(2 | 143(2 | 152(2 | 148(1 |
| 自由保守党       | 41(1  | 35(1  | 35(1  | 51(1  | 57(1  | 62(1  | 64(1  | 65(1  | 59(2  | 60(2  | 60(1  | 54(2  |
| 中央党           | 58(2  | 88(1  | 89(1  | 97(1  | 99(1  | 98(1  | 98(1  | 95(1  | 100(1 | 97(2  | 104(2 | 103(1 |
| 国民自由党       | 134(2 | 177(2 | 169(1 | 85(3  | 66(1  | 72(1  | 86(1  | 84(1  | 71(2  | 79(2  | 65(1  | 73(2  |
| 自由主義連合     |       |       |       | 19(3  | 15(3  |       |       |       |       |       |       |       |
| 進歩党           | 49(1  | 68(1  | 63(1  | 38(1  | 38(3  |       |       |       |       |       |       |       |
| 自由思想家党     |       |       |       |       |       | 40(1  | 29(1  |       |       |       |       |       |
| 自由思想家人民党 |       |       |       |       |       |       |       | 14(1  | 24(2  | 25(2  | 28(2  |       |
| 自由思想家連合   |       |       |       |       |       |       |       | 6(2   | 11 (2 | 8(2   | 8(2   |       |
| 進歩人民党       |       |       |       |       |       |       |       |       |       |       |       | 40(2  |
| 社民党           |       |       |       |       |       |       |       |       |       |       | 7(2   | 10(1  |
| ポーランド党     | 19(3  | 18(3  | 15(3  | 19(3  | 18(3  | 15(3  | 15(3  | 17(3  | 13(3  | 13(3  | 14(3  | 12(3  |
| その他           | 17(1  | 16(1  | 21(1  | 14(1  | 18(1  | 13(1  | 12(1  | 8(1   | 10(2  | 8(2   | 5(2   | 3(2   |
| 総議席数         | 432   | 432   | 433   | 433   | 433   | 433   | 433   | 433   | 433   | 433   | 443   | 443   |
| 出典: 1、2、3    |       |       |       |       |       |       |       |       |       |       |       |       |

## 歴代衆議院議長
| 期間          | 氏名                                                   |
| ------------- | ------------------------------------------------------ |
| 1849年        | ヴィルヘルム・グラボウ                                 |
| 1849年–1855年 | マクシミリアン・フォン・シュヴェリーン＝プッツァー伯爵 |
| 1855年–1858年 | ボート・ツー・オイレンブルク伯爵                       |
| 1859年        | マクシミリアン・フォン・シュヴェリーン＝プッツァー伯爵 |
| 1860年–1861年 | エドゥアルト・フォン・ジムゾン                         |
| 1862年–1866年 | ヴィルヘルム・グラボウ                                 |
| 1866年–1873年 | マックス・フォン・フォルケンベック                     |
| 1873年–1879年 | ルドルフ・フォン・ベニヒセン                           |
| 1879年–1897年 | ゲオルク・フォン・ケーラー                             |
| 1898年–1911年 | ヨルダン・フォン・クレヒャー                           |
| 1912年        | ヘルマン・フォン・エルファ                             |
| 1913年–1918年 | ハンス・フォン・シュヴェリーン＝レーヴィッツ伯爵       |

## 廃止とその後のプロイセン立法機関
第一次世界大戦末のドイツ革命により、ドイツやプロイセンは共和政となった。1918年11月14日には中央政府と同様にプロイセン政府にも社民党と独立社民党が3人ずつ閣僚を出し合う仮政府「人民代表評議会（Volksbeauftragten）」が創設された。プロイセン人民代表評議会は翌11月15日にも貴族院の廃止と衆議院の解散を宣言した。
12月21日にはプロイセン憲法制定議会プロイセン州会議(Preußische Landesversammlung)の選挙に関する条例が定められ、これが従来の衆議院に取って代わることになった。この際に衆議院時代の男子三級選挙制度は男女普通選挙に改正された。プロイセン州会議の選挙と召集が行われた後、1920年11月30日にプロイセン憲法が制定された。同憲法により民選のプロイセン州議会が設置された。また州議会に対する上院として、県(Provinz)代表で構成されるプロイセン州参議院が設置された。ただしこの州参議院は貴族院と違って立法権を有しておらず、州議会に対して異議を申し立てることができるのみだった（州議会の三分の二の賛成があるとこの異議は拒否される）。